# Lesión por onda expansiva
Una lesión por onda expansiva es un complejo tipo de traumatismo causado por un cambio súbito de presión, ocasionado por una explosión. Estas lesiones sobrevienen con la detonación de explosivos o la deflagración de explosivos de bajo poder. Estas heridas son compuestas cuando las explosiones ocurren en espacios reducidos. Existen cuatro tipos: primaria, secundaria, terciaria y cuaternaria.

## Clasificación

Diagrama de las lesiones por onda expansiva de una explosión.

Las lesiones por onda expansiva se dividen en cuatro clases: primaria, secundaria, terciaria y cuaternaria.

### Lesiones primarias
Las lesiones primarias son causadas directamente por los efectos de la onda expansiva sobre el organismo. El daño tisular es producto de la compresión del gas dentro de los tejidos a causa de la onda expansiva. Al pasar la fase de presión positiva, «el gas se reexpande y libera una gran cantidad de energía cinética». Por lo anterior, los principales órganos afectados por las lesiones primarias son los que contienen gas. El tímpano es el elemento anatómico más vulnerable. La onda expansiva puede causar muerte por afectación a los pulmones (por ejemplo: contusión, edema, neumotórax y embolismo pulmonar), el sistema cardiovascular, el sistema nervioso central y el abdomen. Los ojos también pueden verse afectados y puede haber ruptura de intestinos. La presentación de las lesiones puede ser retrasada.
La fisiopatología de las lesiones primarias se debe a la sobrepresión y la onda expansiva, así como los «componentes térmicos de la detonación». Carnicero Giménez de Azcárate y Baigorri Soler (2002) establecen que la gravedad de las heridas se debe a: si la explosión sucede en espacios abiertos o cerrados, la distancia entre la persona afectada y el foco de la explosión y su posición con respecto a la onda expansiva, además de las «protecciones mecánicas que puedan existir».

### Lesiones secundarias
Las lesiones secundarias son causadas por «traumatismos, contusos, penetrantes o empalamientos» con materiales lanzados por la explosión. Puede haber traumatismos penetrantes con sangrado visible. Comúnmente, las personas lesionadas por explosiones tienen un importante número de lesiones secundarias. Las heridas por esquirlas son la forma más común de lesión secundaria. Dado que los materiales arrojados causan un mayor daño a mayor distancias, las lesiones secundarias son más comunes que las primarias. Este tipo de lesiones pueden ser «heridas, fracturas y amputaciones» ocasionadas por el «efecto propulsivo de la explosión». La seriedad de las heridas es variable, pudiendo llegar a ocasionar la amputación total o parcial de miembros o la apertura de cavidades, con la consiguiente «evisceración de órganos». Algunos explosivos, como la bomba con clavos, son creados especialmente para maximizar su letalidad.

### Lesiones terciarias
Estas lesiones se causan cuando una persona «es arrojado contra un objeto sólido o al suelo». Hay aceleración y desaceleración rápidas que causan traumatismos «derivados de la fuerza directa». Estas, junto a las secundarias, son las lesiones más comunes. Entre las lesiones terciarias se encuentran: traumatismo craneoencefálico, traumatismo abdominal, contusiones y fracturas. El colapso de estructuras incrementa el riesgo de lesiones severas y de la mortalidad.

### Lesiones cuaternarias
Las lesiones cuaternarias son causa directa de la explosión, pero no califican como primarias, secundarias o terciarias. DePalma, Burris, Champion y Hodgson (2005) señalan que este tipo de lesiones pueden ser «exacerbaciones o complicaciones» de condiciones ya existentes, como el caso de una mujer embarazada o pacientes con tratamiento de anticoagulantes. También hace referencia a «lesiones varias», como podrían ser: quemaduras, exposición a elementos tóxicos (radiación, asbesto, monóxido de carbono) o asfixia. El síndrome de aplastamiento ha sido clasificado, algunas veces como terciaria y otras como cuaternaria. Dentro de esta categoría se encuentran los efectos psicológicos que pueden provocar estas situaciones; estas son las lesiones cuaternarias más comunes. Las «lesiones psicológicas» son comunes entre sobrevivientes, testigos y la población en general, «[asustados] de continuar con sus actividades diarias por temor a convertirse en una víctima de la siguiente explosión». Igualmente, el personal de emergencia es vulnerable en este aspecto.

## Mecanismo

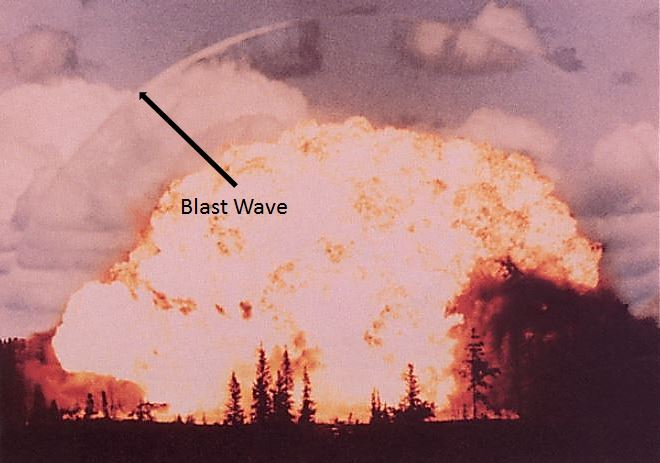
Una onda expansiva visible de una explosión convencional. Las lesiones primarias por explosión son causadas por la onda expansiva.

De acuerdo a Wolf, Bebarta, Bonnett, Pons y Cantrill (2005), las lesiones por onda expansiva, que tienen «devastadores» efectos físicos y psicológicos, pueden ser resultado de situaciones que van de accidentes industriales o de recreación a atentados terroristas. La fisiopatología de las lesiones depende del «medio de conducción» de las ondas expansivas, ya sea por aire, agua o sólidos. Independientemente del medio, todas las explosiones liberan una gran cantidad de energía en diversas formas. Tras el evento, se libera una onda de sobrepresión, acompañada de objetos energizados, productos gaseosos y «movimiento físico del medio». Los materiales explosivos son transformados en gases (la onda expansiva), lo que causa una onda de presión positiva («onda de sobrepresión») de una duración varuiable (depende de la explosión). A esta onda le sigue un «componente negativo de presión» (hipopresión); estos cambios ocasionan un «movimiento de masas de aire». Todas estas ondas pueden reflejarse en objetos o personas, pudiendo interaccionarse y aumentando el efecto lesivo.
El resultado de la aceleración crea «ondas internas de estrés». La velocidad en la que viaja esta onda varía a su paso por órganos y tejidos de diferentes densidades. Posteriormente, se producen fuerzas de corte al interior de los tejidos, especialmente en donde interactúan con oxígeno; por lo tanto, se sobrepasa la tensión de rotura tisular, lo que conlleva desgarres y hemorragias o «comunicaciones anormales». La onda expansiva causa lesiones en tejidos por «acelaración, astillamiento e implosión».
Bajo el agua, las explosiones tienen una mayor capacidad lesiva, puesto que la presión se transmite como ondas de choque, que se trasladan a mayores distancias. Además se agregan, los movimientos de masas de agua, que también pueden causar heridas. En estos casos, las lesiones de asas intestinales son las más comunes junto con las contusiones y hemorragias pulmonares. Y en los casos (menos comunes) de transmisión de la onda por medios sólidos, el «peso que ejerce el cuerpo sobre los pies puede ser vencido», por lo tanto, usualmente hay fracturas de huesos del pie. En explosiones en espacios reducidos, los individuos se ven expuestos a una mayor presión y, por lo tanto, a una mayor posibilidad de lesiones primarias.

## Víctimas
La mayor cantidad de muertes ocurre cuando la explosión acontece en espacios reducidos o en donde se produzca un colapso estructural. Los espacios limitados pueden ser minas, edificios o vehículos grandes. Para un estimado del total de víctimas, se duplica el total presentado durante la primera hora. Comúnmente, los pacientes con heridas leves llegan primero al hospital, al trasladarse ellos mismos. Los más severamente lesionados llegan después, por medio de los servicios de emergencia. Si hay colapsos estructurales, habrá un mayor número de heridos graves y serán transportados más lentamente.
En situaciones con un gran número de heridos, las víctimas deben ser categorizadas con base en diversos factores (triaje): «fisiológicos, anatómicos, modalidad traumática, edad, etc». En estos casos, se deben realizar «simplemente maniobras que mantengan al paciente con vida» hasta su llegada al hospital. Algunas veces es necesario el establecimiento de procedimientos de descontaminación en los hospitales, zonas de tratamiento de heridas menores y prever el tipo de lesiones dependiendo del lugar de la explosión.